# Torna! (film 1953)
Torna! è un film del 1953, diretto da Raffaello Matarazzo, con Amedeo Nazzari e Yvonne Sanson.

## Trama
Due cugini, Roberto e Giacomo, in lite per l'eredità del vecchio zio, sono innamorati della stessa ragazza, Susanna, che sposa Roberto. Oltre che fannullone e giocatore, Giacomo è perfido e sparge calunnie che rischiano di distruggere la famiglia felice. Molte lacrime ed incomprensioni, ma lieto fine grazie a Giacomo stesso, che in punto di morte si pente e confessa l'inganno a Roberto. 

## Produzione
Il film è ascrivibile al filone dei melodrammi sentimentali comunemente detto strappalacrime, allora molto in voga tra il pubblico italiano nonostante l'aperta ostilità della critica di allora, che solo a partire dagli anni settanta rivaluterà queste pellicole, coniando il termine neorealismo d'appendice.
Del film esiste sia una versione a colori che una in bianco e nero.

## Distribuzione
Il film venne distribuito nel circuito cinematografico italiano il 31 marzo del 1954.

## Incassi
Incasso accertato a tutto il 31 marzo 1959: 518.357.135 lire dell'epoca.